# William Slade
William Slade (Weedon, Buckinghamshire, 11 de maig de 1873 – 30 de setembre de 1941) va ser un esportista anglès que va competir a principis del segle xx.
El 1908 va prendre part en els Jocs Olímpics de Londres, on guanyà la medalla de bronze en la prova del joc d'estirar la corda formant part de l'equip Metropolitan Police "K" Division.